# Каали (деревня)
Ка́али (эст. Kaali) — деревня в волости Сааремаа уезда Сааремаа, Эстония.

## География
Расположена в центральной части острова Сааремаа. Расстояние до уездного и волостного центра — города Курессааре — 15 километров. Высота над уровнем моря — 31 метр.
На территории деревни находятся 9 ударных кратеров, самый крупный из которых — кратер Каали.

## Население
По данным переписи населения 2011 года, в деревне проживали 35 человек, все — эстонцы.
По состоянию на 1 января 2019 года в деревне насчитывалось 29 жителей, из них 13 женщин и ни одного ребёнка в возрасте 0–14 лет.
Численность населения деревни Каали:
| Год     | 2000 | 2011 | 2017 | 2018 | 2019 | 2020 |
| ------- | ---- | ---- | ---- | ---- | ---- | ---- |
| Человек | 49   | ↘ 35 | ↘ 30 | 30   | ↘ 29 | ↗ 30 |

## История
В середине XVI века на этих землях была основана мыза Каали (нем. Sall). На военно-топографических картах Российской империи (1846–1866 годы), в состав которой входила Лифляндская губерния, мыза обозначена как мз. Саль.
В 1920-х годах здесь находилось поселение Каали, в 1977 году оно получило статус деревни.

## Инфраструктура
В деревне есть основная школа и продуктовый магазин. Поблизости от метеоритного кратера, в построенном из доломита здании гостевого центра «Каали» располагается отель с 60-местным конференц-залом и баней; напротив находится трактир «Каали». Работает музей метеоритики и плитняка.

## Галерея

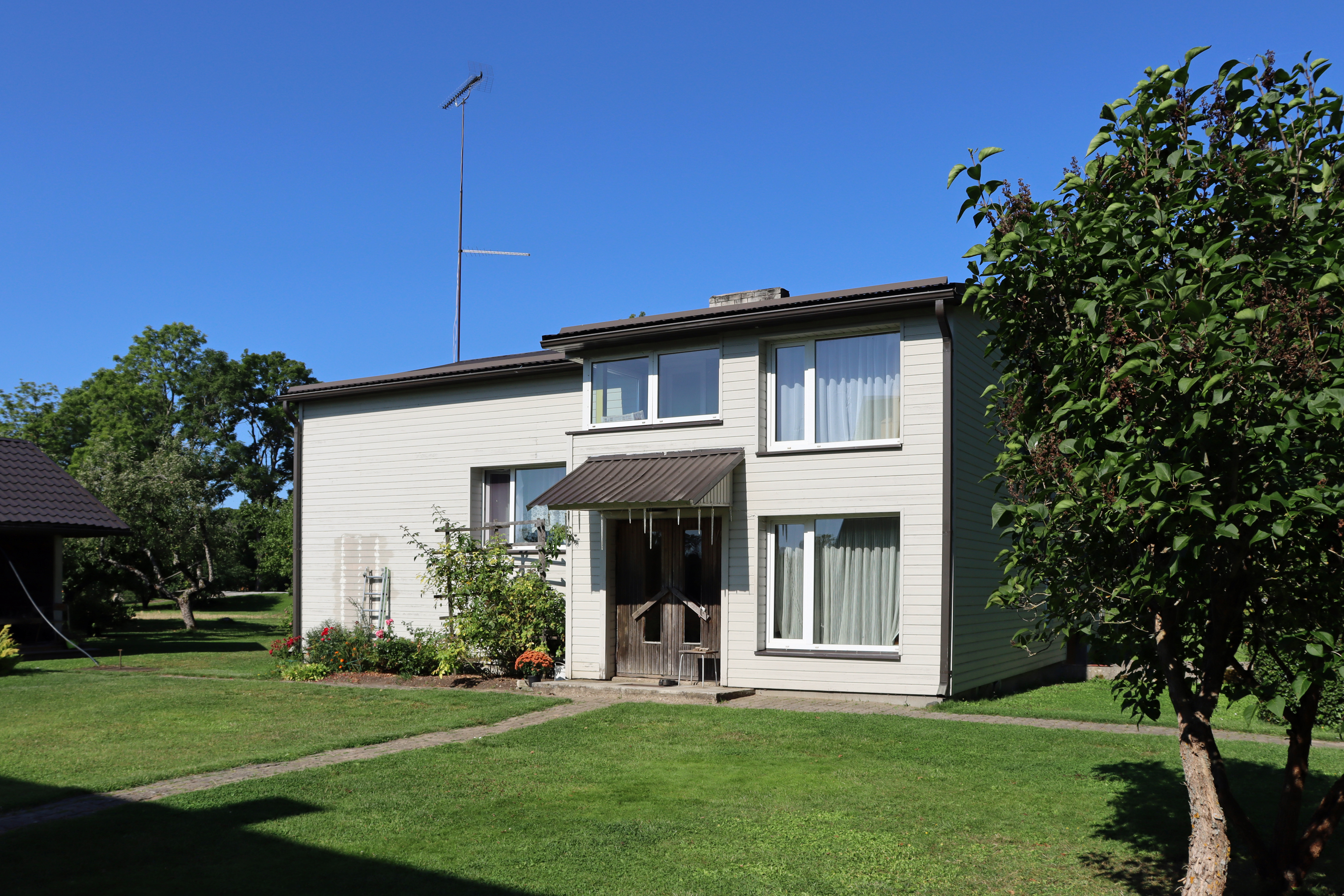
Жилой дом в деревне Каали
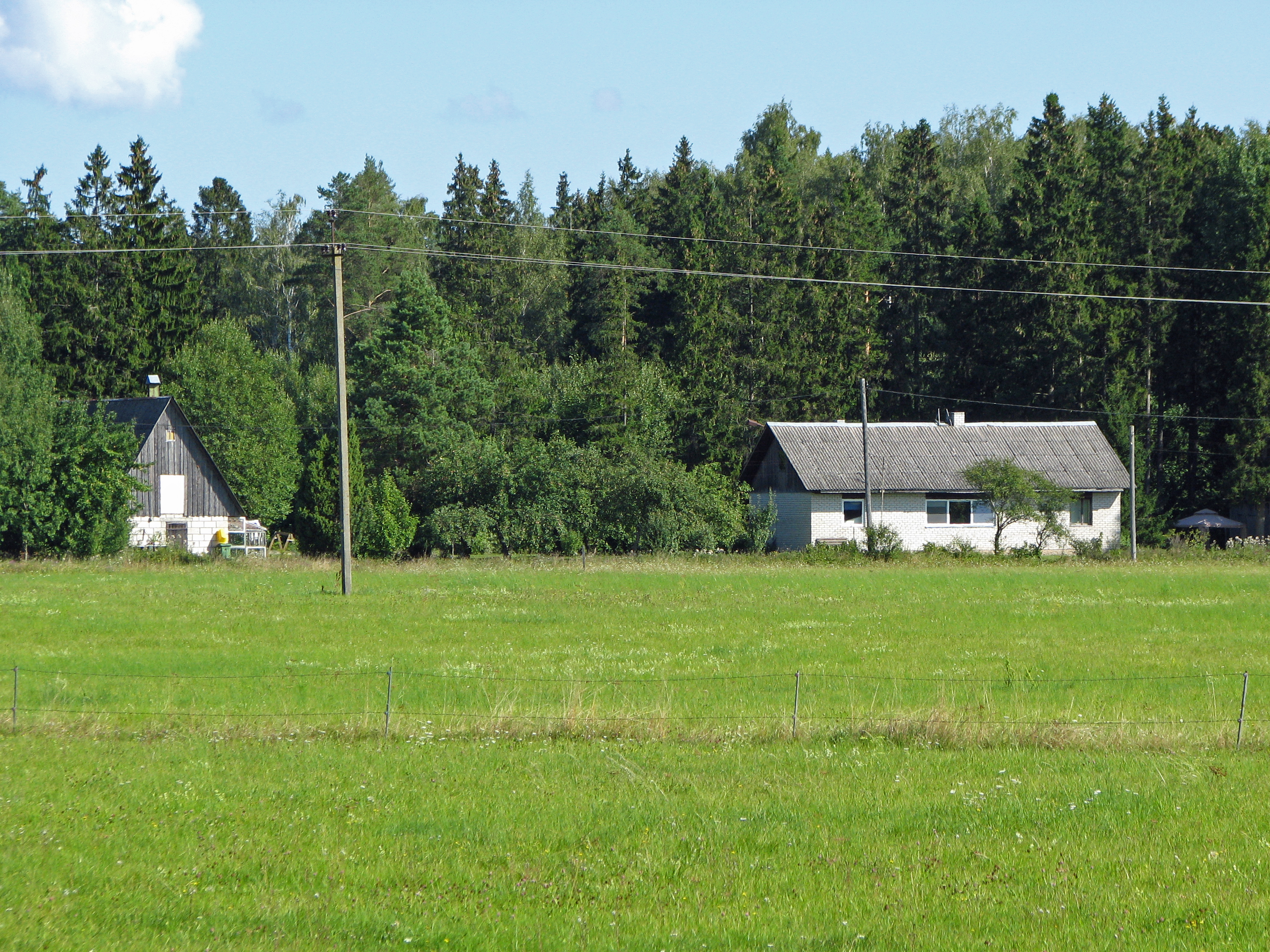
Хутор в деревне Каали
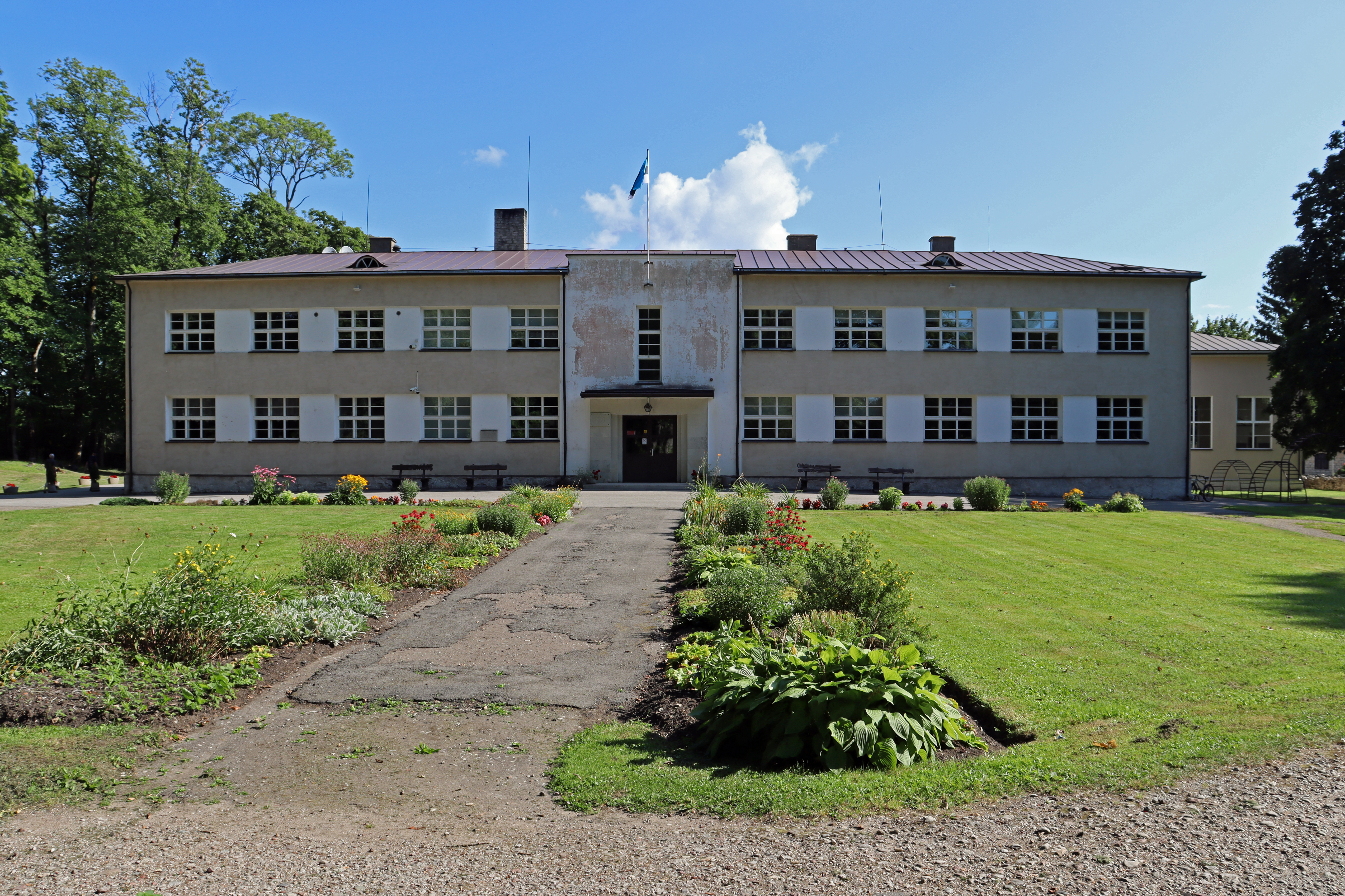
Школа Каали, август 2020 года
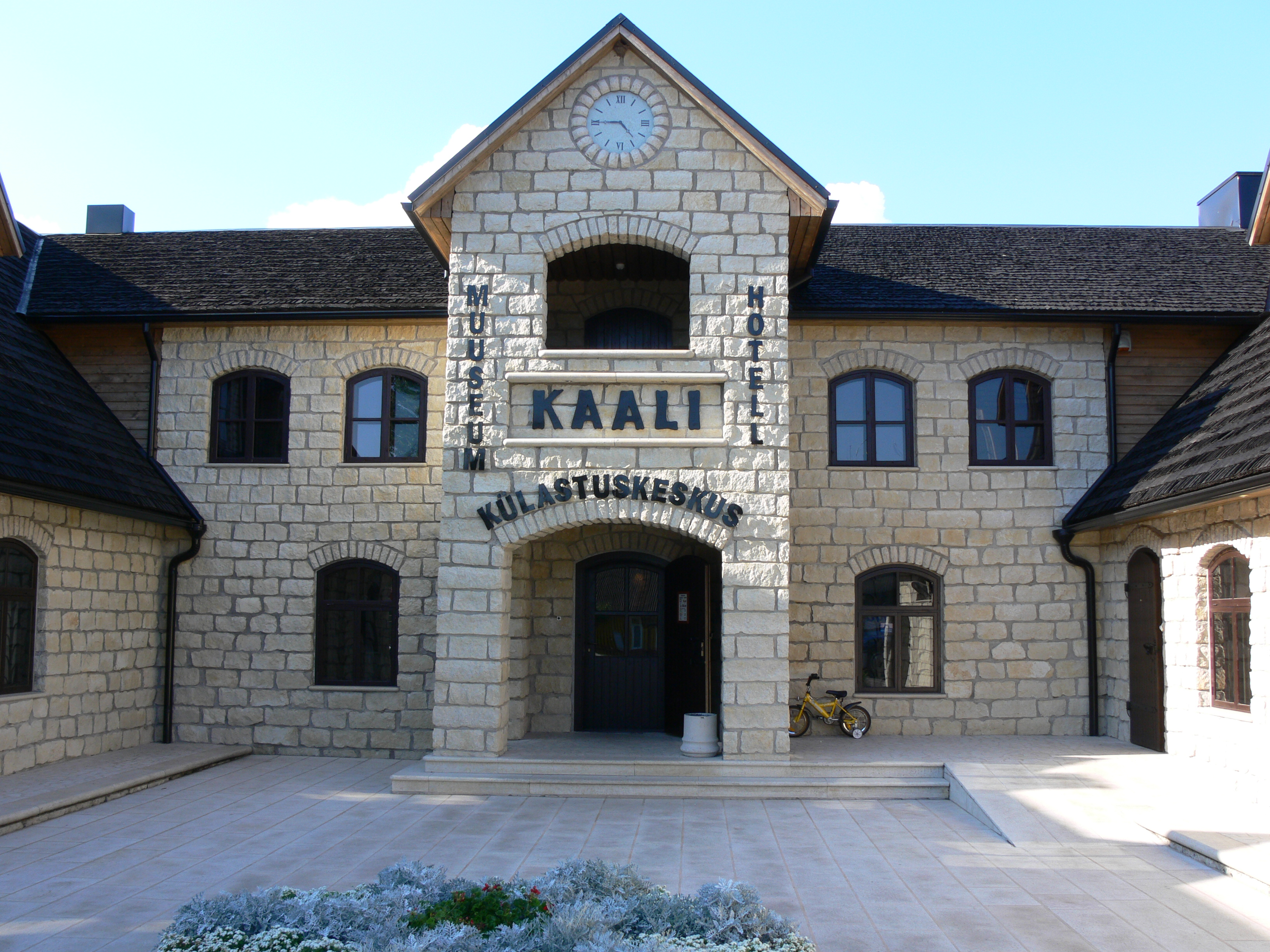
Гостевой центр Каали, метеоритный музей и отель
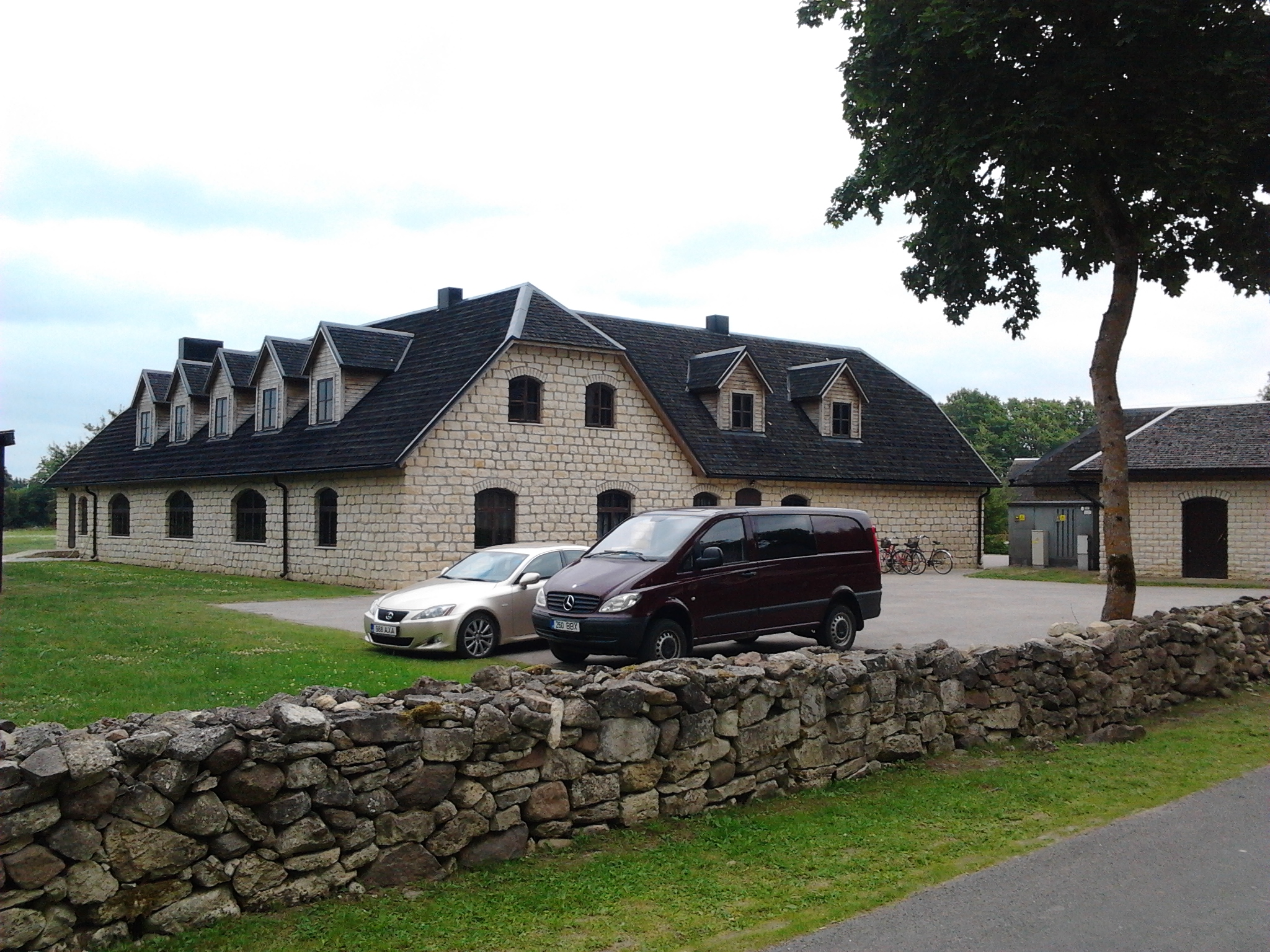
Отель туристического центра Каали